# Llengües oficials de l'ONU
Les llengües oficials de l'ONU (Organització de les Nacions Unides), són les sis llengües que són usades en les reunions d'aquesta organització, i en què estan escrits tots els documents oficials de l'ONU. Aquestes són:
- Àrab
- Mandarí
- Castellà
- Francès
- Anglès
- Rus

Aquestes llengües són usades en reunions de diversos òrgans de l'ONU, particularment l'Assemblea General (Article 51 de les seues Regles de Procediment) i el Consell de Seguretat (Article 41 de les seues Regles de Procediment). Cada representant d'un país pot parlar en qualsevol d'aquestes sis llengües, o pot parlar en qualsevol llengua i proporcionar interpretació en un dels sis llenguatges oficials. L'ONU proveeix interpretació simultània de la llengua oficial a les altres cinc llengües oficials.

## Ús de les llengües oficials
Segons un estudi del 2010 de l'Institut Cervantes, l'ús de les llengües en les reunions (o llengua de treball) de les Nacions Unides va demostrar que l'anglès era usat en el 98% de les reunions, seguit pel francès (87%) i el castellà (34%). Per sota d'aquests tres, les seguien el rus (10%), l'àrab (7%) i el xinès (3%).
De les trenta agències de les Nacions Unides, els següents idiomes oficials eren els més comuns:
1. francès i anglès (97% d'agències cadascun)
2. àrab (80%)
3. castellà (77%)
4. rus (73%)
5. xinès (70%)

Llengua de treball
1. anglès (100% d'agències)
2. francès (90%)
3. castellà (50%)
4. àrab (30%)
5. rus (27%)
6. xinès (23%)

## Dies dels idiomes oficials de l'ONU
- 20 de març - Dia de la Llengua Francesa (dia internacional de la francofonia).[2]
- 20 d'abril - Dia de la Llengua Xinesa (dedicat a Cangjie, l'inventor del sistema de l'escriptura xinesa).[2]
- 23 d'abril - Dia de la Llengua Castellana i Dia de la Llengua Anglesa (el Dia de la Llengua Castellana se celebrava originalment el 12 d'octubre en honor al Dia de la Hispanitat, celebrat en el món hispà, però es va canviar més tard al 23 d'abril en honor a Miguel de Cervantes, aniversari de la seua mort el 1616.[3][4][2] El Dia de la Llengua Anglesa se celebra en aquesta data a causa de l'aniversari i defunció de William Shakespeare).[n 1][2]
- 6 de juny - Dia de la Llengua Russa (aniversari d'Aleksandr Pushkin).[2]
- 18 de desembre - Dia Mundial de la Llengua Àrab (el dia de l'aprovació el 1973 de la decisió d'incloure l'idioma àrab entre els idiomes oficials i de treball de l'Assemblea General i les seves Comissions Principals).[2]

## Altres llengües
Hi ha hagut diversos intents d'incorporar altres llengües, com el bengalí, el portuguès, l'hindi o l'indonesi. Cap d'aquests intents va fructificar. No obstant això, a la UNESCO hi ha 9 llengües oficials, incorporant també l'italià, el portuguès i l'hindi. El Servei de Ràdio de les Nacions Unides emet, a més dels sis idiomes oficials, en portuguès, suajili i bengalí.
El portuguès és àmpliament debatut i els lusoparlants advoquen per un major reconeixement del seu idioma, ja que es parla a Europa (Portugal), Amèrica (el Brasil), Àfrica (Angola, Moçambic, Cap Verd, Guinea Bissau, Sao Tomé i Príncipe), Àsia (Macau, Goa, Damán i Diu) i Oceania (Timor-Leste). A causa d'això, la Comunitat de Països de Llengua Portuguesa (CPLP) exigeix un estat oficial per a aquest idioma (amb 267 milions de persones que usen aquest idioma amb fluïdesa), mentre que l'ús de la Llengua portuguesa està creixent fortament, gràcies a l'augment de la població brasilera. L'1 de novembre de 2016, la proposta per a què el portuguès fos un idioma oficial de l'ONU va ser aprovada. Proposta realitzada pel President del Brasil, Michel Temer, al final de la XI Conferència de Caps d'Estat i de Govern de la CPLP al Brasil.